# 半井重幸
半井重幸（日语：／ Nakarai Shigeyuki，2002年3月11日—），舞者名Shigekix，是一名日本男子霹雳舞运动员，2018年夏季青年奥运会男子霹雳舞铜牌得主、2022年世界运动会男子霹雳舞铜牌得主、2022年亚洲运动会男子霹雳舞金牌得主。